# Mnesipenthe
Mnesipenthe is een geslacht van vlinders van de familie spanners (Geometridae), uit de onderfamilie Ennominae.

## Soorten
- M. diminuta Bastelberger, 1908
- M. eximia Bastelberger, 1908
- M. ilione Thierry-Mieg, 1893
- M. lunata Warren, 1895
- M. obliquisignata Warren, 1895
- M. prouti Hulstaert, 1924
- M. refulgens Felder, 1874
- M. subcana Walker, 1854
- M. thisbe Prout, 1916